# Paphiopedilum hirsutissimum
Paphiopedilum hirsutissimum är en orkidéart som först beskrevs av John Lindley och William Jackson Hooker, och fick sitt nu gällande namn av Stein. Paphiopedilum hirsutissimum ingår i släktet Paphiopedilum och familjen orkidéer. Inga underarter finns listade i Catalogue of Life.

## Bildgalleri

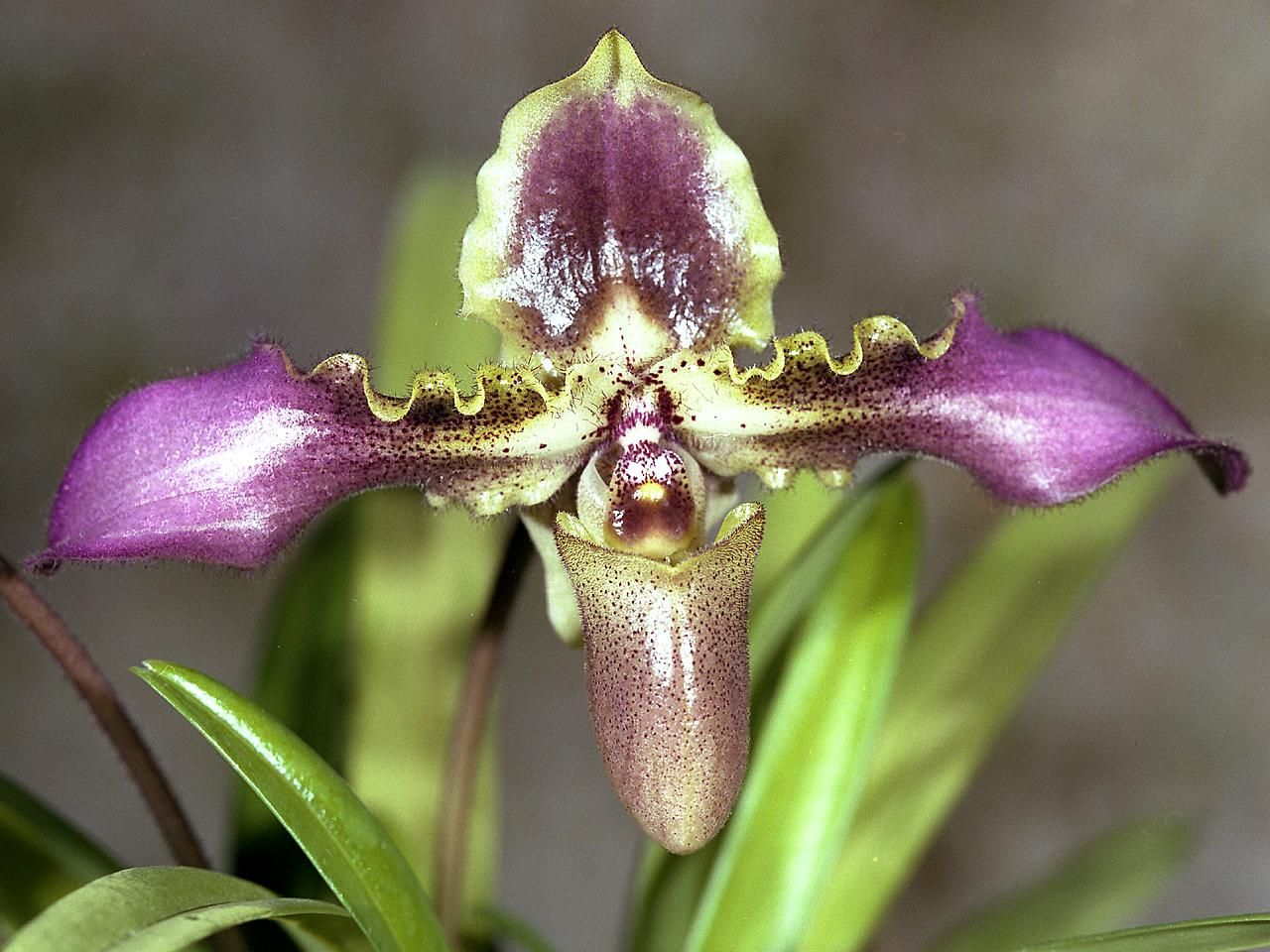
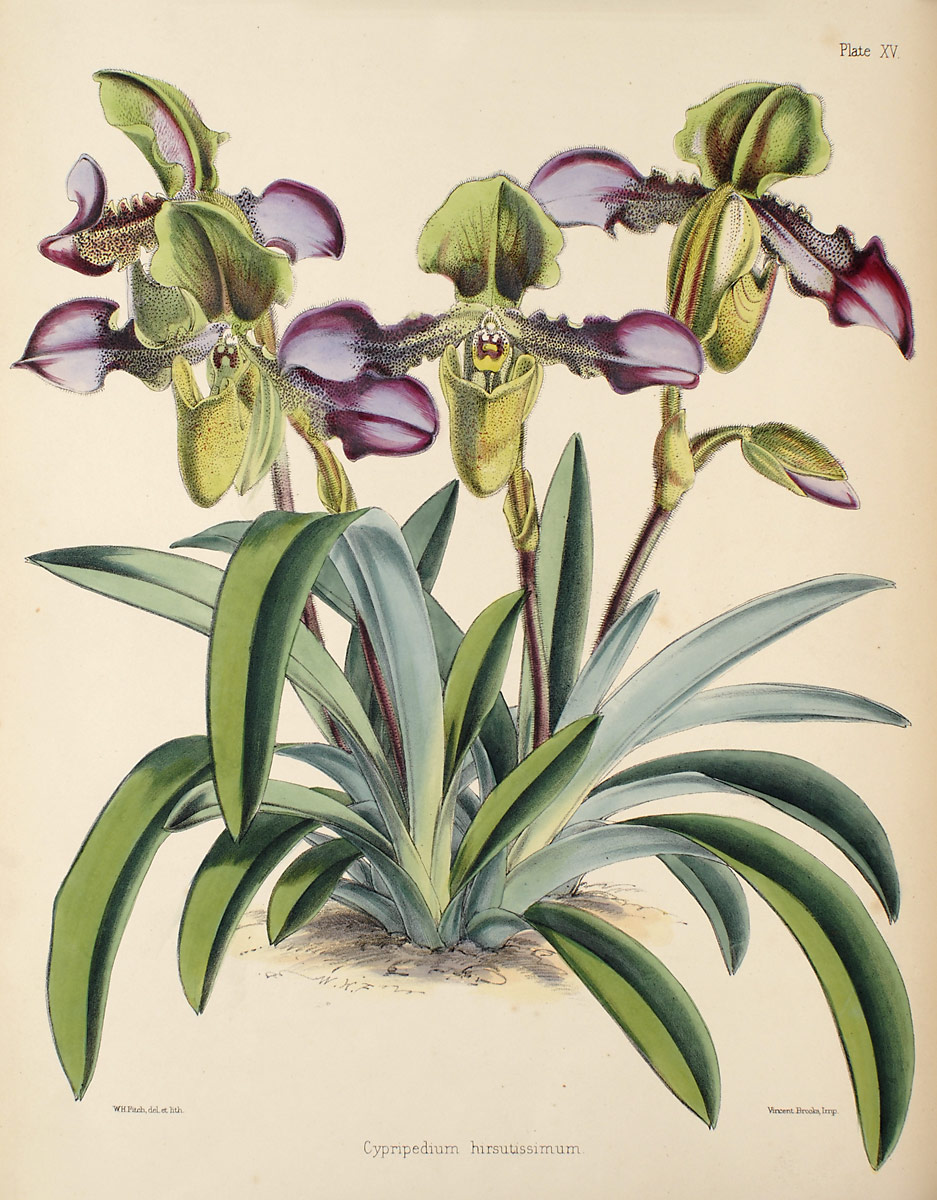
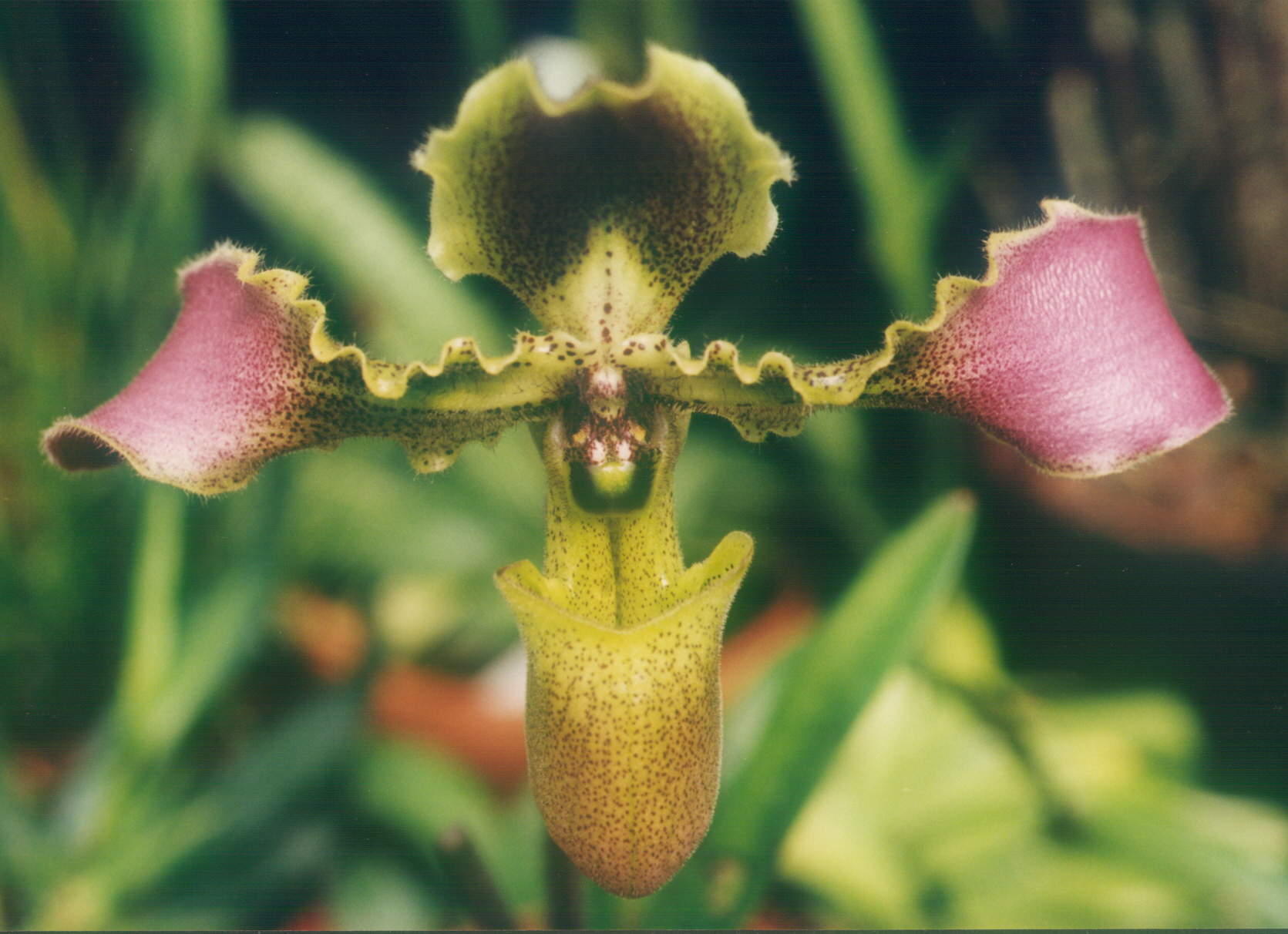
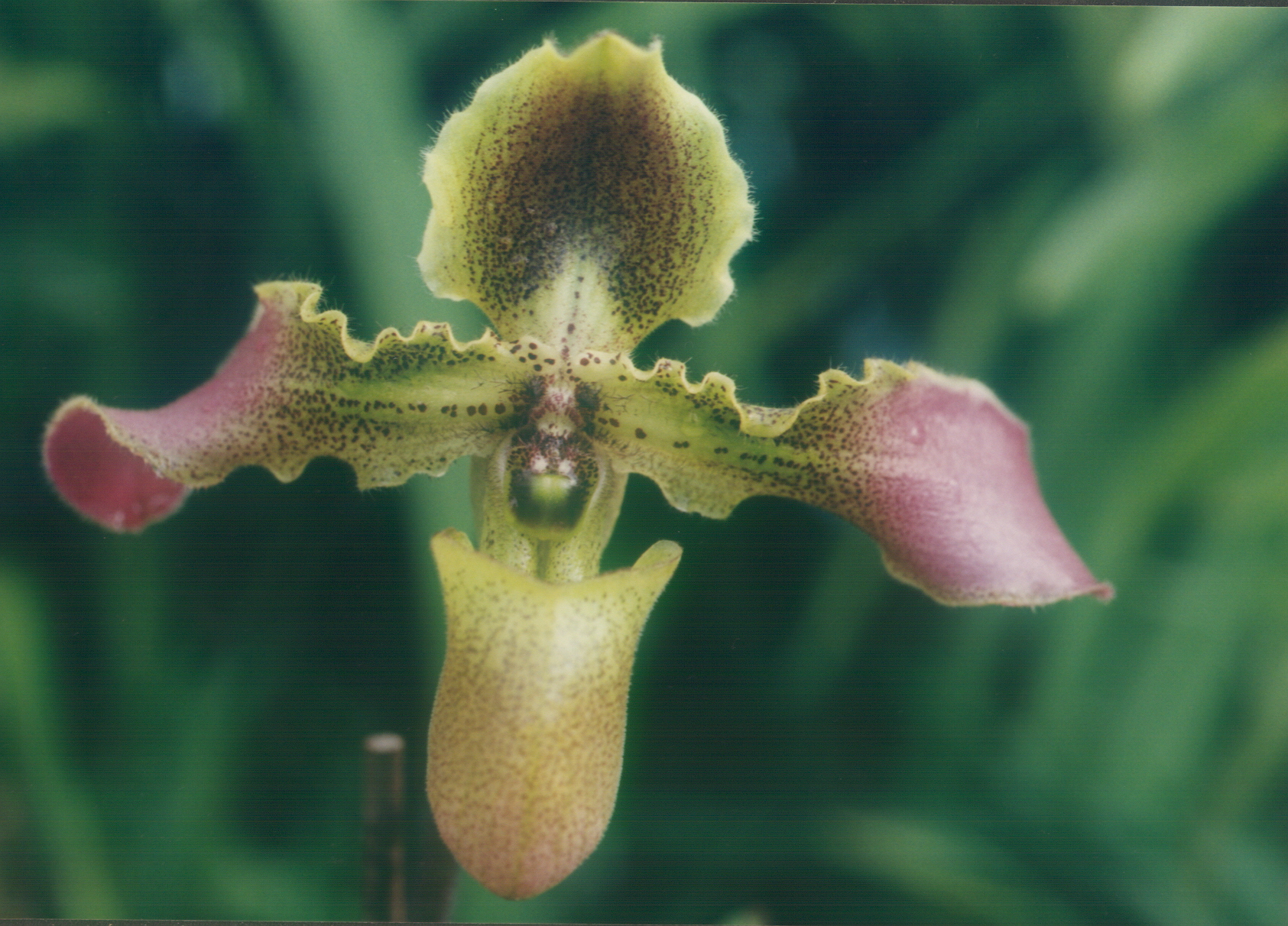
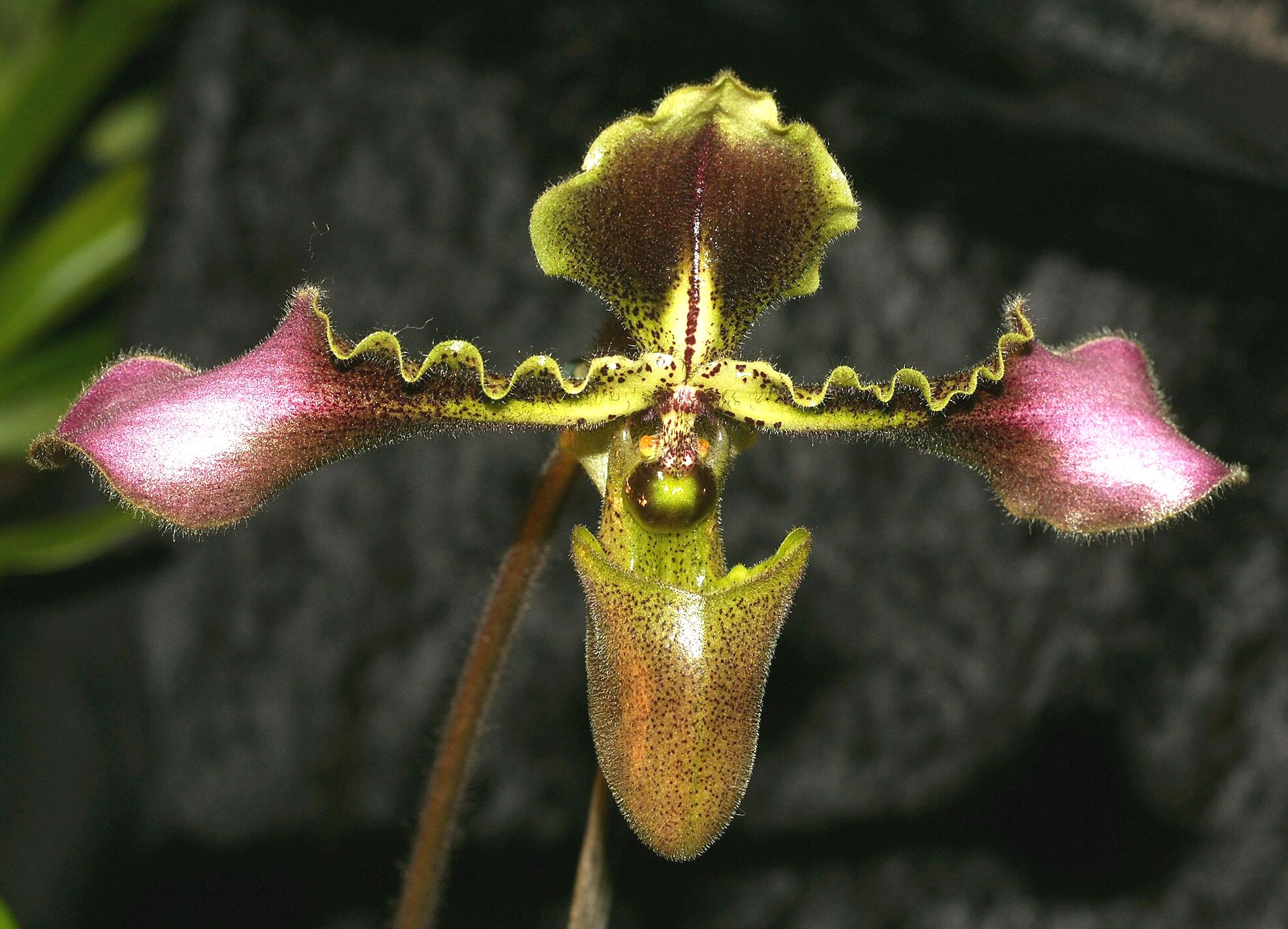
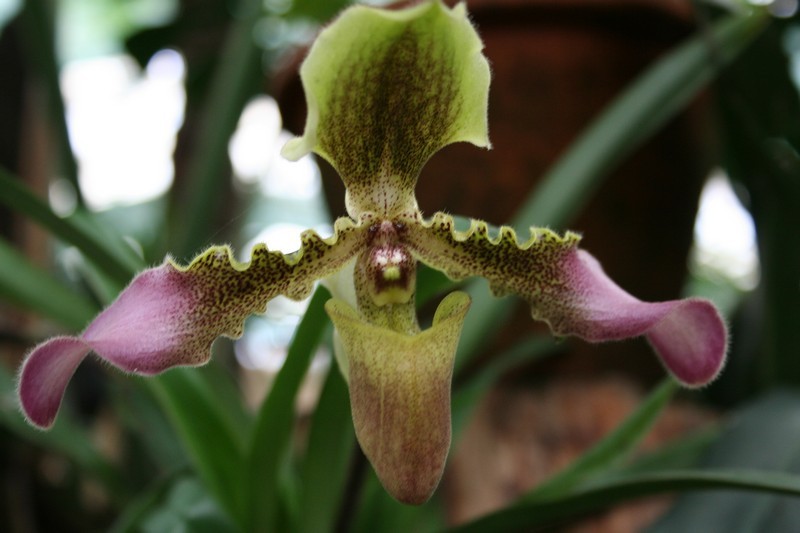